# La Trêve (série télévisée)
Pour les articles homonymes, voir La Trêve.
La Trêve est une série télévisée belge écrite par Stéphane Bergmans, Benjamin d'Aoust et Matthieu Donck, réalisée par Matthieu Donck et diffusée entre le 21 février 2016 et le 9 décembre 2018 sur La Une, et en France dès le 29 août 2016 sur France 2.
Depuis le 10 janvier 2016, La Trêve est disponible en vidéo à la demande sur la chaîne Movies & Series Pass de Proximus TV. Depuis octobre 2016, la série est diffusée sur Canvas. 
La deuxième saison est diffusée en avant-première sur Proximus TV dès le 8 septembre 2018. Elle est ensuite diffusée à la télévision à partir du 11 novembre 2018 sur La Une, sur Auvio et depuis avril 2019 sur Canvas.
La série est également diffusée sur Netflix aux États-Unis, au Royaume-Uni, au Canada et plusieurs autres pays, depuis décembre 2016 et à nouveau dès février 2019,.

## Synopsis

### Saison 1 -Tout le monde est capable de tuer quelqu'un
Driss, un jeune footballeur d'origine togolaise, est retrouvé mort dans la Semois, à Heiderfeld. Une analyse superficielle conduit la police locale de cette commune tranquille et reculée à rapidement conclure à un suicide. Yoann Peeters, un policier bruxellois récemment muté, rassemble toutefois des indices qui le conduisent à soupçonner un meurtre. Ses conclusions, ses méthodes et sa réputation dérangent. Pour tenter de classer rapidement l'affaire, un marginal de la région, Jeff Lequais, est arrêté et avoue le meurtre. Pas découragé, Peeters accumule les indices et force, finalement, le début d'une enquête plus approfondie. C'est l'occasion pour lui de (re)trouver ses marques à Heiderfeld et d'en découvrir les travers, les secrets et les magouilles de ses habitants, autant d'éléments qui multiplient les pistes, les mobiles et les suspects.
Deux affaires émergent en particulier. D'une part les propriétaires, riverains de la Semois, sont encouragés par les autorités communales à se défaire de leurs terres, en vue de la construction du barrage qui les inondera. La bourgmestre défend énergiquement le projet appelé à créer une cinquantaine d'emplois, mais elle est en butte à une certaine opposition. D'autre part, la vie du club de football local, où évoluait Driss, est perturbée par des problèmes financiers et les tensions qui en résultent. 
Nombreux sont par ailleurs ceux ou celles dont la présence de ce jeune homme étranger a suscité la curiosité voire l'intérêt, dans cette région où tous se connaissent ou croient se connaître.

### Saison 2 -Personne ne change. Jamais.
Trois années plus tard, Yoann Peeters a quitté Heiderfeld et habite maintenant à Musso, un autre village à une trentaine de kilomètres. Il se retrouve à mener l'enquête sur l'assassinat d'Astrid du Tilleul, une riche bourgeoise des environs retrouvée égorgée dans sa piscine. Le principal suspect, Dany Bastin, sort tout juste de prison et a toutes les apparences du coupable idéal... Yoann Peeters parviendra-t-il à découvrir l'assassin sans se laisser ronger par les fantômes de son propre passé ?

## Fiche technique
- Titre : La Trêve
- Réalisation : Matthieu Donck
- Scénario : Benjamin d'Aoust, Stéphane Bergmans, Matthieu Donck
- Photo : Olivier Boonjing
- Son : Yann-Élie Gorans
- Image Drone : Farprod
- Montage : Damien Keyeux, Matyas Veress, Julie Naas, Nicolas Rumpl, Christophe Evrard
- Chef monteur son : Levillain Jean-François
- Monteur son : Julien Mizac, Clément Claude
- Mixeur : Mathieu Cox
- Musique : Éloi Ragot
- Musique du générique :
  - Balthazar - The Man Who Owns The Place (saison 1)
  - Balthazar - True Love (saison 2)
- Production : Helicotronc, RTBF et Proximus

- Distribution :  Belgique
- Pays d'origine :  Belgique
- Langue : français

## Distribution
- Yoann Blanc : Inspecteur Yoann Peeters
- Guillaume Kerbusch : Inspecteur Sébastian Drummer
- Jasmina Douieb : Dr Jasmina Orban, la psy
- Jean-Henri Compère : Rudy Geeraerts, le chef de corps de la police de Heiderfeld
- Sophie Breyer : Camille Peeters
- Sophie Maréchal : Zoé Fischer
- Lara Hubinont : Marjorie Blanchot, policière
- Tom Audenaert : Inspecteur René Verelst
- Fabrice Adde : Alain, le policier geek

### Saison 1
- Anne Coesens : Ines Buisson
- Catherine Salée : Brigitte Fischer, la bourgmestre
- Sam Louwyck : Ronald Vermeieren (le coach)
- Jérémie Zagba : Driss
- Jean-Benoît Ugeux : Markus
- Thomas Mustin : Kevin Fischer
- Philippe Grand'Henry : Jeff Lequais, dit « l'Indien »
- Corentin Lobet : Ivo Vanhoutte
- Bess Limani : Krojan
- Vincent Grass : Lucien Rabet, le concierge
- Alexia Depicker : Marie
- Philippe Résimont : De Baets
- Didier Gesquière : Roger Verkracht
- Sandrine Blancke : Femme de Ivo
- Edwige Baily : Ludmilla
- François Neycken : Roland, le vendeur du Brico
- Dominique Baeyens : la gynécologue du planning familial
- Alexis Julémont : Thimoté
- Luc Brumagne : Fermier Willem
- Benoît Van Dorslaer : Pineli, le médecin légiste
- Egon Di Mateo : Mickaël
- Serge Swysen : Jean Péra, l'entrepreneur du barrage
- Sandrine Desmet : Inspectrice de police

### Saison 2
- Aurélien Caeyman : Dany Bastin
- Valérie Bauchau : Astrid du Tilleul
- Anne-Cécile Vandalem : Claudine du Tilleul
- Vincent Lecuyer : Tino
- Karim Barras : Inspecteur Karim Briquet
- Lubna Azabal : Myriam
- Adrien Drumel : Pierrot
- Olivier Bony : Boris
- Marcel Delval : Commissaire Gobert
- Sophia Leboutte : la mère de Dany
- Noémie Schmidt : Sophie Bastin
- Julien Drion : Christian Bastin
- Jean-Michel Balthazar : Docteur Lefèvre
- Éline Schumacher : Secrétaire Docteur Lefèvre
- Stéphanie Goemaere : Patiente 1 Docteur Lefèvre
- Nathalie Delchambre : Patiente 2 Docteur Lefèvre
- Luc Van Grunderbeek : Etienne
- Alizée Gaye : Clémence Lorent
- Didier De Neck : Marcel Legrand
- Taïla Onraedt : Coralie
- Anne Claire : la mère de Coralie
- Alain Bellot : le chef d'atelier de la prison
- Baptiste Sornin : le vendeur de stylos
- Achille Ridolfi : l'avocat de Dany
- Christelle Delbrouck : la greffière
- Yves-Marina Gnahouha : Madame Liang
- Renato Brabants : Monsieur Liang
- Anne Beaupain : La juge
- Anne-Sophie Bruyndonckx (voix) : la journaliste de la radio[7]

## Production

### Genèse
Il s'agit d'une série issue du premier appel à projets commun entre la RTBF et la Fédération Wallonie-Bruxelles, destiné à promouvoir le développement de plusieurs séries belges francophones. Chacune d'entre elles doit répondre à un cahier des charges précis. Le nombre d'épisodes a été fixé à 10 d'une durée de 52 minutes. La saison doit être tournée en maximum 70 jours.
La Trêve est la première série diffusée issue de cet appel d'offres. La deuxième est Ennemi public.

### Budget
Le coût d'un épisode de la première saison est de 250 000 euros environ.
Pour la deuxième saison, le budget a été relevé à environ 330 000 euros par épisode, grâce au succès de la série à l'étranger.

### Tournage
Les premiers 10 épisodes de la série ont été tournés en 70 jours. La série a été principalement tournée en province de Luxembourg, dans les communes d'Herbeumont, Libramont, Florenville, Chiny, Saint-Hubert et surtout Sainte-Ode, dans l'ancien hôpital,.
La deuxième saison a été tournée en 2017 ; le tournage a duré 80 jours. Les réalisateurs ont été tourner à Saint-Ode, Marche-en-Famenne (on reconnait notamment le palais de justice), Couvin (dont les travaux de la nationale 5), La-Roche-en-Ardenne ainsi qu'à la prison de Tournai, au campus du CERIA à Anderlecht et à Ollignies. Les cartes visibles situent l'action dans un lieu imaginaire où l'on reconnait la topographie des lacs de l'Eau d'Heure, aux environs d'Erpion.

## Réception critique

### Ensemble de la série
Le site spécialisé en critiques d'oeuvres cinématographiques belges francophones Cinéma belge francophone - Égérie consacre La Trêve comme "l'une des meilleures séries qu'ait jamais produites le cinéma belge". La série, qualifiée par ce site de "pulp-fiction à la sauce belge", illustrerait notamment la crise identitaire postmoderne que traverse la société occidentale.

### Saison 1
L'aspect « polar poisseux » n'en faisait pas la série idéale pour un dimanche soir. Les personnages glauques n'ont pas suscité de protestations particulières et le succès est au rendez-vous. La responsable de l'unité fiction de la RTBF, Séverine Jacquet, salue dans Moustique « l'intelligence du public ». Les critiques les plus fréquentes portaient sur le placement de produit et sur l'image des Gaumais. 
Le réalisateur indique avoir reçu les félicitations de plusieurs réalisateurs belges, dont Jaco Van Dormael. 
Du côté de la presse, Moustique parle d'« excellente série ». Tout comme Télépro, le Focus Vif y voit des références à Broadchurch et à True Detective parle de « (sous)déclinaison wallonne » indiquant que la série a « La couleur de True Detective. Mais n'est pas True Detective. » mais note une différence de budget quatre fois inférieure à celui d'une série danoise.

### Saison 2
L'accueil critique de la seconde saison est aussi bon que pour la première. L'Écho note que « La Trêve [...] peaufine sa mécanique redoutable et travaille au corps ses protagonistes ».

## Audience

### En Belgique francophone

#### Saison 1
L'audience moyenne de la première saison, sur La Une est de 363 164 téléspectateurs, ce qui constitue un succès pour la RTBF. La série fut le programme le plus regardé, en Belgique francophone, trois dimanches de suite. Le 4e dimanche, elle fut dépassée par le show de François Pirette, sur RTL-TVI.
| Épisodes   | Date de diffusion | Téléspectateurs | Parts de marché | Notes et références |
| ---------- | ----------------- | --------------- | --------------- | ------------------- |
| Épisode 1  | 21 février 2016   | 477 000         | 21,7 %          | [ 24 ]              |
| Épisode 2  | 21 février 2016   | 398 200         | 21,6 %          | [ 24 ]              |
| Épisode 3  | 28 février 2016   | 386 400         | 19,7 %          | [ 25 ]              |
| Épisode 4  | 28 février 2016   | 356 700         | 21,7 %          | [ 25 ]              |
| Épisode 5  | 6 mars 2016       | 349 800         | 17,1 %          | [ 26 ]              |
| Épisode 6  | 6 mars 2016       | 315 100         | 19,4 %          | [ 26 ]              |
| Épisode 7  | 13 mars 2016      | 321 900         | 17 %            | [ 27 ]              |
| Épisode 8  | 13 mars 2016      | 287 200         | 17,2 %          | [ 27 ]              |
| Épisode 9  | 20 mars 2016      | 381 400         | 20,6 %          | [ 28 ]              |
| Épisode 10 | 20 mars 2016      | 354 400         | 21,9 %          | [ 28 ]              |

#### Saison 2
| Épisodes   | Date de diffusion | Téléspectateurs | Parts de marché | Notes et références |
| ---------- | ----------------- | --------------- | --------------- | ------------------- |
| Épisode 1  | 11 novembre 2018  | 330 000         | 20,9 %          | [ 29 ]              |
| Épisode 2  | 11 novembre 2018  | 302 107         | 22 %            | [ 29 ]              |
| Épisode 3  | 18 novembre 2018  |                 |                 |                     |
| Épisode 4  | 18 novembre 2018  |                 |                 |                     |
| Épisode 5  | 25 novembre 2018  |                 |                 |                     |
| Épisode 6  | 25 novembre 2018  |                 |                 |                     |
| Épisode 7  | 2 décembre 2018   |                 |                 |                     |
| Épisode 8  | 2 décembre 2018   |                 |                 |                     |
| Épisode 9  | 9 décembre 2018   |                 |                 |                     |
| Épisode 10 | 9 décembre 2018   |                 |                 |                     |

### En France
La saison 1 a réuni en moyenne 2,59 millions de téléspectateurs pour une part de marché de 12.3% sur les quatre ans et plus. L'épisode pilote avait réalisé le meilleur score avec 3,39 millions de téléspectateurs pour 13,9 % de part de marché.

## Diffusion internationale
Une dizaine de chaînes télévisées se sont montrées intéressées pour la diffusion de la série dans leur pays. La série a été vendue dans plus de 80 pays.
- Communauté flamande : Canvas à partir du 8 octobre 2016[32]
- France : France 2[33] du 29 août[34] au 19 septembre 2016[35]
- Suisse : RTS[36] du 3 juin au 1er juillet 2016
- États-Unis,  Royaume-Uni et  Canada : Netflix depuis le 21 décembre 2016
- Allemagne : Sky Atlantic HD depuis le 12 avril 2017 (doublée en allemand)[37]
- Portugal : RTP2 depuis le 10 mai 2018 (sous-titrée en portugais)
- Pologne : Ale Kino+
- Brésil : Netflix

## Récompenses
- 2016 : meilleure série francophone au 7e Festival Séries Mania, à Paris[38],[39].
- 2017 : nommé au Festival de télévision de Monte-Carlo 2017 dans la catégorie « Série TV - Dramatique »[40].
- 2019 : Prix du scénario de la série européenne la plus innovante aux European Script Awards[41].